# منتخب أوروغواي لكرة اليد للسيدات
منتخب أوروغواي لكرة اليد للسيدات هو الممثل الرسمي لأوروغواي في رياضة كرة اليد. شارك في بطولة العالم لكرة اليد للسيدات 5 مرات وكانت المشاركة الأولى في سنة 1997، كان أفضل مركز له فيها هو العشرون. شارك في بطولة بان أميركان لكرة اليد للسيدات 12 مرة وكانت المشاركة الأولى في سنة 1986، كان أفضل مركز له فيها هو الثاني.